# 小行星13576
小行星13576（13576 Gotoyoshi）是一颗绕太阳运转的小行星，为主小行星带小行星。该小行星于1993年4月发现。

## 轨道参数
小行星13576的轨道半长轴为354 753 616 km（2.3713477 UA），离心率为0.184。